# Lista de vitórias da Nova Zelândia na Fórmula 1
Relacionamos a seguir as doze vitórias obtidas pela Nova Zelândia no mundial de Fórmula 1 até o campeonato de 2025.

## Pilares neozelandeses

### Bruce McLaren
Nascido em Auckland, estreou na Fórmula 1 pouco antes dos 21 anos no Grande Prêmio da Alemanha de 1958 e tornou-se o mais jovem piloto a pontuar na categoria com o quinto lugar em Mônaco em 1959 e no mesmo ano fez história como o mais jovem a assinalar, na Grã-Bretanha, a volta mais rápida de um grande prêmio e ao chegar em terceiro lugar foi ainda o mais jovem a subir ao pódio.
Mais jovem vice-campeão mundial de Fórmula 1 em 1960, tornou-se referência no transcorrer da década como primeiro campeão da Tasman Series em 1964, vencedor das 24 Horas de Le Mans em 1966, bicampeão da Can-Am (1967, 1969) e venceu a Corrida dos Campeões em 1968, entretanto o seu maior legado ainda estaria por vir. Ao lado do norte-americano Teddy Mayer ele fundou em 1963 a McLaren Racing Limited, uma das poucas equipes a rivalizar com a Ferrari em tradição, prestígio e retrospecto cuja estreia aconteceu em Mônaco em 1966 e a primeira vitória veio com o próprio Bruce McLaren na Bélgica em 1968 num caminho que sobreviveu à morte de seu fundador em 1970 e que ao final de 2020 contava com doze títulos de pilotos, oito títulos de construtores e 182 vitórias.

### Denny Hulme
Outro pioneiro na construção da McLaren foi Denny Hulme que estreou na Fórmula 1 pela Brabham no Grande Prêmio de Mônaco de 1965 no mesmo país onde venceria sua primeira corrida em 1967, ano no qual foi campeão mundial de Fórmula 1 ao derrotar seu companheiro de equipe e patrão, Jack Brabham.

### Atualmente
Nos últimos anos, o maior destaque automobilístico neozelandês foi Scott Dixon, tetracampeão da Fórmula Indy em 2003, 2008, 2013 e 2015 e vencedor das 500 Milhas de Indianápolis de 2008, conquistas que o levaram a receber a Ordem do Mérito da Nova Zelândia pelo primeiro-ministro John Key em 2012.

## Vitórias por ano
Em contagem atualizada até 2024, a Nova Zelândia está há cinquenta anos sem vencer na Fórmula 1, perfazendo 889 corridas.
- Ano de 1959

| Grande Prêmio | Circuito | Data da corrida | Vencedor      | Carro  | Motor  | Referências |
| ------------- | -------- | --------------- | ------------- | ------ | ------ | ----------- |
| EUA           | Sebring  | 12 de dezembro  | Bruce McLaren | Cooper | Climax | [ 7 ] [ 4 ] |

- Ano de 1960

| Grande Prêmio | Circuito     | Data da corrida | Vencedor      | Carro  | Motor  | Referências |
| ------------- | ------------ | --------------- | ------------- | ------ | ------ | ----------- |
| Argentina     | Buenos Aires | 7 de fevereiro  | Bruce McLaren | Cooper | Climax | [ 8 ] [ 4 ] |

- Ano de 1962

| Grande Prêmio | Circuito   | Data da corrida | Vencedor      | Carro  | Motor  | Referências |
| ------------- | ---------- | --------------- | ------------- | ------ | ------ | ----------- |
| Mônaco        | Montecarlo | 3 de junho      | Bruce McLaren | Cooper | Climax | [ 9 ] [ 4 ] |

- Ano de 1967

| Grande Prêmio | Circuito    | Data da corrida | Vencedor    | Carro   | Motor | Referências  |
| ------------- | ----------- | --------------- | ----------- | ------- | ----- | ------------ |
| Mônaco        | Montecarlo  | 7 de maio       | Denny Hulme | Brabham | Repco | [ 10 ] [ 6 ] |
| Alemanha      | Nürburgring | 6 de agosto     | Denny Hulme | Brabham | Repco | [ 11 ] [ 6 ] |

- Ano de 1968

| Grande Prêmio | Circuito          | Data da corrida | Vencedor      | Carro   | Motor | Referências  |
| ------------- | ----------------- | --------------- | ------------- | ------- | ----- | ------------ |
| Bélgica       | Spa-Francorchamps | 9 de junho      | Bruce McLaren | McLaren | Ford  | [ 12 ]       |
| Itália        | Monza             | 8 de setembro   | Denny Hulme   | McLaren | Ford  | [ 13 ] [ 6 ] |
| Canadá        | Mont-Tremblant    | 22 de setembro  | Denny Hulme   | McLaren | Ford  | [ 14 ] [ 6 ] |

- Ano de 1969

| Grande Prêmio | Circuito         | Data da corrida | Vencedor    | Carro   | Motor | Referências  |
| ------------- | ---------------- | --------------- | ----------- | ------- | ----- | ------------ |
| México        | Cidade do México | 19 de outubro   | Denny Hulme | McLaren | Ford  | [ 15 ] [ 6 ] |

- Ano de 1972

| Grande Prêmio | Circuito | Data da corrida | Vencedor    | Carro   | Motor | Referências  |
| ------------- | -------- | --------------- | ----------- | ------- | ----- | ------------ |
| África do Sul | Kyalami  | 4 de março      | Denny Hulme | McLaren | Ford  | [ 16 ] [ 6 ] |

- Ano de 1973

| Grande Prêmio | Circuito   | Data da corrida | Vencedor    | Carro   | Motor | Referências |
| ------------- | ---------- | --------------- | ----------- | ------- | ----- | ----------- |
| Suécia        | Anderstorp | 17 de junho     | Denny Hulme | McLaren | Ford  | [ 17 ]      |

- Ano de 1974

| Grande Prêmio | Circuito     | Data da corrida | Vencedor    | Carro   | Motor | Referências  |
| ------------- | ------------ | --------------- | ----------- | ------- | ----- | ------------ |
| Argentina     | Buenos Aires | 13 de janeiro   | Denny Hulme | McLaren | Ford  | [ 18 ] [ 6 ] |

## Vitórias por equipe
- McLaren: 7
- Cooper: 3
- Brabham: 2